# Ajševica
Ajševica – wieś w Słowenii, w gminie miejskiej Nova Gorica. W 2018 roku liczyła 253 mieszkańców. 